# غويلرمو إيفانز
غويلرمو إيفانز (بالإسبانية: Guillermo Evans)‏ هو لاعب كرة قدم أرجنتيني، ولد في 27 أبريل 1923 في فيلا ماريا في الأرجنتين، وتوفي في 8 نوفمبر 1981.

## وصلات خارجية
- غويلرمو إيفانز على موقع أوليمبيديا (الإنجليزية)